# 미크로케라톱스
미크로케라투스(Microceratus, "작은 뿔"이라는 뜻)는 백악기 아시아에 살았던 소형 각룡류 공룡의 속이다. 미크로케라톱스는 두 다리로 걸었고 짧은 앞다리와 각룡류의 특징인 프릴, 부리같은 입을 가지고 있었으며 몸길이는 0.7m 정도 되었을 것이다. 프시타코사우루스와 함께 몽골에서 발견된 최초의 각룡류 중 하나다.
모식종의 학명은 본래 "미크로케라톱스" 고비엔시스 ("Microceratops gobiensis)로 볼린이 1953년에 처음 보고했다. 하지만 이 속명은 맵시벌과의 한 종류에서 이미 사용되고 있었다. "미크로케라톱스"에 해당되는 표본의 상당수는 그라킬리케라톱스 속으로 재분류되었으나 모식표본에 대해서 2008년 마테우스가 미크로케라투스라는 속명을 부여해 대체하게 되었다.

## 분류
미크로케라투스는 각룡류 (그리스어로 "뿔이 있는 얼굴"이라는 뜻) 에 속하는데 각룡류는 초식성으로 앵무새와 비슷한 부리를 가지고 있고 북아메리카와 아시아에서 백악기동안 번성하다가 약 6600만년 전에 모두 멸종했다.

## 식성
미크로케라투스는 다른 각룡류와 마찬가지로 초식성이었다. 백악기동안 속씨식물은 "지리적으로 제한된 지역에만 분포"하고 있었기 때문에 이들 공룡은 당시에 번성했던 식물인 양치류, 소철류, 그리고 침엽수등을 먹었던 것으로 보인다. 날카로운 부리를 가지고 잎을 뜯어먹었을 것이다.

## 대중문화 속의 미크로케라투스
미크로케라투스는 디즈니의 다이너소어 (영화)와 마이클 크라이튼의 소설 쥬라기 공원에 등장했다.

## 같이 보기
- 렙토케라톱스
- 그라킬리케라톱스